# Amstel Gold Race 2022
L'Amstel Gold Race 2022 fou la 56a edició de l'Amstel Gold Race. La cursa es va disputar el 10 d'abril de 2022, sobre un recorregut de 254,1 km, entre Maastricht i Valkenburg. La cursa formava part l'UCI World Tour 2022 i era la primera del tríptic de les Ardenes, abans de la Fletxa Valona i la Lieja-Bastogne-Lieja. Aquesta edició intercanvià la seva posició al calendari amb la París-Roubaix per la celebració de les eleccions legislatives franceses.
El vencedor final fou el polonès Michał Kwiatkowski (Ineos Grenadiers), que s'imposà en un ajustadíssim esprint al francès Benoît Cosnefroy (AG2R Citroën Team). El belga Tiesj Benoot (Team Jumbo-Visma) completà el podi.

## Equips participants
En ser l'Amstel Gold Race una prova de l'UCI World Tour, els 18 World Tour són automàticament convidats i obligats a prendre-hi part. A banda, set equips són convidats a prendre-hi part per formar un pilot de 25 equips.
| WorldTeams (18)- AG2R Citroën Team - Astana Qazaqstan Team - Bahrain Victorious - Bora-Hansgrohe - Cofidis - EF Education-EasyPost - Groupama-FDJ - Ineos Grenadiers - Intermarché-Wanty-Gobert Matériaux - Israel-Premier Tech - Jumbo-Visma - Lotto-Soudal - Movistar Team - Quick-Step Alpha Vinyl - BikeExchange-Jayco - Team DSM - Trek-Segafredo - UAE Team Emirates ProTeams (7)- Alpecin-Fenix - Arkéa-Samsic - B&B Hotels-KTM - Bardiani-CSF-Faizanè - Bingoal Pauwels Sauces WB - TotalEnergies - Sport Vlaanderen-Baloise |
| |

## Recorregut
Després de la cancel·lació el 2020 i una cursa disputada en forma de circuit el 2021, la cursa tornà al recorregut habitual, amb un primer tram en línia i tres bucles finals. Durant el recorregut s'hauran de superar fins a 33 cotes, sent les darreres a superar el Keutenberg, a 33,9  km de l'arribada, el Cauberg a 23,9  km, el Geulhemmerberg, a 19,3  km i el Bemelerberg, a 7,3  km de l'arribada.

## Classificació final
| \| Classificació general \| Classificació general \| Classificació general \| Classificació general \| Classificació general \| \| Corredor \| Corredor \| Equip \| Temps \| \| \| --------------------- \| ------------------------ \| ---------------------- \| --------------------- \| --------------------- \| \| 1r \| Michał Kwiatkowski \| Ineos Grenadiers \| 6h 01' 19" \| \| \| 2n \| Benoît Cosnefroy \| AG2R Citroën Team \| + 0" \| \| \| 3r \| Tiesj Benoot \| Jumbo-Visma \| + 10" \| \| \| 4t \| Mathieu van der Poel \| Alpecin-Fenix \| + 20" \| \| \| 5è \| Alexander Kamp \| Trek-Segafredo \| + 20" \| \| \| 6è \| Kasper Asgreen \| Quick-Step Alpha Vinyl \| + 20" \| \| \| 7è \| Michael Matthews \| BikeExchange-Jayco \| + 20" \| \| \| 8è \| Stefan Küng \| Groupama-FDJ \| + 20" \| \| \| 9è \| Marc Hirschi \| UAE Team Emirates \| + 20" \| \| \| 10è \| Dylan Teuns \| Bahrain Victorious \| + 20" \| \| \| 11è \| Thomas Pidcock \| Ineos Grenadiers \| + 20" \| \| \| 12è \| Jan Tratnik \| Bahrain Victorious \| + 29" \| \| \| 13è \| Matej Mohorič \| Bahrain Victorious \| + 1' 42" \| \| \| 14è \| Valentin Madouas \| Groupama-FDJ \| + 1' 43" \| \| \| 15è \| Michael Valgren Andersen \| EF Education-EasyPost \| + 1' 43" \| \| \| 16è \| Jakob Fuglsang \| Israel-Premier Tech \| + 1' 43" \| \| \| 17è \| Matteo Trentin \| UAE Team Emirates \| + 1' 50" \| \| \| 18è \| Quentin Pacher \| Groupama-FDJ \| + 1' 50" \| \| \| 19è \| Alexander Aranburu Deba \| Movistar Team \| + 1' 50" \| \| \| 20è \| Tim Wellens \| Lotto-Soudal \| + 1' 50" \| \| |                          |                        |            |
| |                          |                        |            |
| Font: ProCyclingStats |                          |                        |            |
| Classificació general |                          |                        |            |
| Corredor | Corredor                 | Equip                  | Temps      |
| 1r | Michał Kwiatkowski       | Ineos Grenadiers       | 6h 01' 19" |
| 2n | Benoît Cosnefroy         | AG2R Citroën Team      | + 0"       |
| 3r | Tiesj Benoot             | Jumbo-Visma            | + 10"      |
| 4t | Mathieu van der Poel     | Alpecin-Fenix          | + 20"      |
| 5è | Alexander Kamp           | Trek-Segafredo         | + 20"      |
| 6è | Kasper Asgreen           | Quick-Step Alpha Vinyl | + 20"      |
| 7è | Michael Matthews         | BikeExchange-Jayco     | + 20"      |
| 8è | Stefan Küng              | Groupama-FDJ           | + 20"      |
| 9è | Marc Hirschi             | UAE Team Emirates      | + 20"      |
| 10è | Dylan Teuns              | Bahrain Victorious     | + 20"      |
| 11è | Thomas Pidcock           | Ineos Grenadiers       | + 20"      |
| 12è | Jan Tratnik              | Bahrain Victorious     | + 29"      |
| 13è | Matej Mohorič            | Bahrain Victorious     | + 1' 42"   |
| 14è | Valentin Madouas         | Groupama-FDJ           | + 1' 43"   |
| 15è | Michael Valgren Andersen | EF Education-EasyPost  | + 1' 43"   |
| 16è | Jakob Fuglsang           | Israel-Premier Tech    | + 1' 43"   |
| 17è | Matteo Trentin           | UAE Team Emirates      | + 1' 50"   |
| 18è | Quentin Pacher           | Groupama-FDJ           | + 1' 50"   |
| 19è | Alexander Aranburu Deba  | Movistar Team          | + 1' 50"   |
| 20è | Tim Wellens              | Lotto-Soudal           | + 1' 50"   |

## Llista de participants
| Jumbo-Visma TJV | Jumbo-Visma TJV            | Jumbo-Visma TJV |
| --------------- | -------------------------- | --------------- |
| Núm             | Ciclista                   | Pos             |
| 1               | Tom Dumoulin (NED)         | 30è             |
| 2               | Jos van Emden (NED)        | DNF             |
| 3               | Tiesj Benoot (BEL)         | 3r              |
| 4               | Christophe Laporte (FRA)   | 101è            |
| 5               | Mike Teunissen (NED)       | 44è             |
| 6               | Timo Roosen (NED)          | 63è             |
| 7               | Nathan Van Hooydonck (BEL) | 38è             |

| Quick-Step Alpha Vinyl QST | Quick-Step Alpha Vinyl QST | Quick-Step Alpha Vinyl QST |
| -------------------------- | -------------------------- | -------------------------- |
| Núm                        | Ciclista                   | Pos                        |
| 11                         | Kasper Asgreen (DEN)       | 6è                         |
| 12                         | Andrea Bagioli (ITA)       | DNF                        |
| 13                         | Davide Ballerini (ITA)     | 94è                        |
| 14                         | Stan Van Tricht (BEL)      | 53è                        |
| 15                         | Florian Sénéchal (FRA)     | 32è                        |
| 16                         | Zdeněk Štybar (CZE)        | 25è                        |
| 17                         | Jannik Steimle (GER)       | 43è                        |

| Ineos Grenadiers IGD | Ineos Grenadiers IGD     | Ineos Grenadiers IGD |
| -------------------- | ------------------------ | -------------------- |
| Núm                  | Ciclista                 | Pos                  |
| 21                   | Thomas Pidcock (GBR)     | 11è                  |
| 22                   | Michał Kwiatkowski (POL) | 1r                   |
| 23                   | Laurens De Plus (BEL)    | DNF                  |
| 24                   | Luke Rowe (GBR)          | 115è                 |
| 25                   | Magnus Sheffield (USA)   | DNF                  |
| 26                   | Ben Turner (GBR)         | 83è                  |
| 27                   | Dylan van Baarle (NED)   | 22è                  |

| Bora-Hansgrohe BOH | Bora-Hansgrohe BOH      | Bora-Hansgrohe BOH |
| ------------------ | ----------------------- | ------------------ |
| Núm                | Ciclista                | Pos                |
| 31                 | Ide Schelling (NED)     | DNF                |
| 32                 | Cesare Benedetti (POL)  | 98è                |
| 33                 | Jonas Koch (GER)        | 48è                |
| 34                 | Patrick Gamper (AUT)    | DNF                |
| 35                 | Martin Laas (EST)       | DNF                |
| 36                 | Giovanni Aleotti (ITA)  | 86è                |
| 37                 | Cian Uijtdebroeks (BEL) | 74è                |

| Lotto-Soudal LTS | Lotto-Soudal LTS         | Lotto-Soudal LTS |
| ---------------- | ------------------------ | ---------------- |
| Núm              | Ciclista                 | Pos              |
| 41               | Philippe Gilbert (BEL)   | 56è              |
| 42               | Victor Campenaerts (BEL) | DNF              |
| 43               | Matthew Holmes (GBR)     | DNF              |
| 44               | Sébastien Grignard (BEL) | DNF              |
| 45               | Andreas Kron (DEN)       | 79è              |
| 46               | Maxim Van Gils (BEL)     | 23è              |
| 47               | Tim Wellens (BEL)        | 20è              |

| Trek-Segafredo TFS | Trek-Segafredo TFS        | Trek-Segafredo TFS |
| ------------------ | ------------------------- | ------------------ |
| Núm                | Ciclista                  | Pos                |
| 51                 | Filippo Baroncini (ITA)   | 91è                |
| 52                 | Daan Hoole (NED)          | DNF                |
| 53                 | Alexander Kamp (DEN)      | 5è                 |
| 54                 | Emīls Liepiņš (LAT)       | 92è                |
| 55                 | Edward Theuns (BEL)       | 47è                |
| 56                 | Toms Skujiņš (LAT) (ruta) | 28è                |
| 57                 | Otto Vergaerde (BEL)      | 85è                |

| EF Education-EasyPost EFE | EF Education-EasyPost EFE      | EF Education-EasyPost EFE |
| ------------------------- | ------------------------------ | ------------------------- |
| Núm                       | Ciclista                       | Pos                       |
| 61                        | Alberto Bettiol (ITA)          | DNF                       |
| 62                        | Michael Valgren Andersen (DEN) | 15è                       |
| 63                        | Julius van den Berg (NED)      | DNF                       |
| 64                        | Owain Doull (GBR)              | 87è                       |
| 65                        | Jens Keukeleire (BEL)          | DNF                       |
| 66                        | Sebastian Langeveld (NED)      | 88è                       |
| 67                        | Marijn van den Berg (NED)      | DNF                       |

| Bahrain Victorious TBV | Bahrain Victorious TBV | Bahrain Victorious TBV |
| ---------------------- | ---------------------- | ---------------------- |
| Núm                    | Ciclista               | Pos                    |
| 71                     | Jack Haig (AUS)        | 31è                    |
| 72                     | Filip Maciejuk (POL)   | DNF                    |
| 73                     | Matej Mohorič (SLO)    | 13è                    |
| 74                     | Jasha Sütterlin (GER)  | DNF                    |
| 75                     | Dylan Teuns (BEL)      | 10è                    |
| 76                     | Jan Tratnik (SLO)      | 12è                    |
| 77                     | Fred Wright (GBR)      | DNF                    |

| Cofidis COF | Cofidis COF              | Cofidis COF |
| ----------- | ------------------------ | ----------- |
| Núm         | Ciclista                 | Pos         |
| 81          | Piet Allegaert (BEL)     | 114è        |
| 82          | Sander Armée (BEL)       | 81è         |
| 83          | Bryan Coquard (FRA)      | 108è        |
| 84          | Alexandre Delettre (FRA) | 80è         |
| 85          | Benjamin Thomas (FRA)    | 49è         |
| 86          | Kenneth Vanbilsen (BEL)  | DNF         |
| 87          | Szymon Sajnok (POL)      | DNF         |

| Team DSM DSM | Team DSM DSM               | Team DSM DSM |
| ------------ | -------------------------- | ------------ |
| Núm          | Ciclista                   | Pos          |
| 91           | John Degenkolb (GER)       | DNF          |
| 92           | Nico Denz (GER)            | 111è         |
| 93           | Mark Donovan (GBR)         | DNF          |
| 94           | Søren Kragh Andersen (DEN) | 29è          |
| 95           | Marco Brenner (GER)        | 112è         |
| 96           | Casper Pedersen (DEN)      | DNF          |
| 97           | Joris Nieuwenhuis (NED)    | 50è          |

| Movistar Team MOV | Movistar Team MOV             | Movistar Team MOV |
| ----------------- | ----------------------------- | ----------------- |
| Núm               | Ciclista                      | Pos               |
| 101               | Vinicius Rangel Costa (BRA)   | 117è              |
| 102               | Johan Jacobs (SUI)            | 40è               |
| 103               | Max Kanter (GER)              | 46è               |
| 104               | Iñigo Elosegui (ESP)          | 61è               |
| 105               | Iván García Cortina (ESP)     | 57è               |
| 106               | Alexander Aranburu Deba (ESP) | 19è               |
| 107               | Abner González (PUR)          | 66è               |

| Astana Qazaqstan Team AST | Astana Qazaqstan Team AST   | Astana Qazaqstan Team AST |
| ------------------------- | --------------------------- | ------------------------- |
| Núm                       | Ciclista                    | Pos                       |
| 111                       | Leonardo Basso (ITA)        | DNF                       |
| 112                       | Samuele Battistella (ITA)   | DNF                       |
| 113                       | Manuele Boaro (ITA)         | 100è                      |
| 115                       | Dmitri Grúzdev (KAZ)        | DNF                       |
| 116                       | Aliaksandr Rabuixenka (BLR) | 54è                       |
| 117                       | Valerio Conti (ITA)         | DNF                       |

| Groupama-FDJ GFC | Groupama-FDJ GFC        | Groupama-FDJ GFC |
| ---------------- | ----------------------- | ---------------- |
| Núm              | Ciclista                | Pos              |
| 121              | Stefan Küng (SUI)       | 8è               |
| 122              | Kevin Geniets (LUX)     | 42è              |
| 123              | Olivier Le Gac (FRA)    | 33è              |
| 124              | Fabian Lienhard (SUI)   | 72è              |
| 125              | Valentin Madouas (FRA)  | 14è              |
| 126              | Quentin Pacher (FRA)    | 18è              |
| 127              | Tobias Ludvigsson (SWE) | 103è             |

| Intermarché-Wanty-Gobert Matériaux IWG | Intermarché-Wanty-Gobert Matériaux IWG | Intermarché-Wanty-Gobert Matériaux IWG |
| -------------------------------------- | -------------------------------------- | -------------------------------------- |
| Núm                                    | Ciclista                               | Pos                                    |
| 131                                    | Jan Bakelants (BEL)                    | 36è                                    |
| 132                                    | Aimé De Gendt (BEL)                    | 70è                                    |
| 133                                    | Tom Devriendt (BEL)                    | 52è                                    |
| 134                                    | Andrea Pasqualon (ITA)                 | 27è                                    |
| 135                                    | Baptiste Planckaert (BEL)              | 105è                                   |
| 136                                    | Taco van der Hoorn (NED)               | 107è                                   |
| 137                                    | Kévin Van Melsen (BEL)                 | 95è                                    |

| AG2R Citroën Team ACT | AG2R Citroën Team ACT   | AG2R Citroën Team ACT |
| --------------------- | ----------------------- | --------------------- |
| Núm                   | Ciclista                | Pos                   |
| 141                   | Lilian Calmejane (FRA)  | 26è                   |
| 142                   | Mikaël Cherel (FRA)     | 67è                   |
| 143                   | Benoît Cosnefroy (FRA)  | 2n                    |
| 144                   | Stan Dewulf (BEL)       | 59è                   |
| 145                   | Dorian Godon (FRA)      | 34è                   |
| 146                   | Greg Van Avermaet (BEL) | 24è                   |
| 147                   | Lawrence Warbasse (USA) | 62è                   |

| UAE Team Emirates UAD | UAE Team Emirates UAD            | UAE Team Emirates UAD |
| --------------------- | -------------------------------- | --------------------- |
| Núm                   | Ciclista                         | Pos                   |
| 151                   | Matteo Trentin (ITA)             | 17è                   |
| 152                   | Marc Hirschi (SUI)               | 9è                    |
| 153                   | Finn Fisher-Black (NZL)          | DNF                   |
| 154                   | Alexys Brunel (FRA)              | DNF                   |
| 155                   | Ivo Oliveira (POR)               | DNF                   |
| 156                   | Juan Ayuso Pesquera (ESP)        | DNF                   |
| 157                   | Sebastián Molano Benavides (COL) | DNF                   |

| BikeExchange-Jayco BEX | BikeExchange-Jayco BEX | BikeExchange-Jayco BEX |
| ---------------------- | ---------------------- | ---------------------- |
| Núm                    | Ciclista               | Pos                    |
| 161                    | Michael Matthews (AUS) | 7è                     |
| 162                    | Luka Mezgec (SLO)      | DNF                    |
| 164                    | Jan Maas (NED)         | 39è                    |
| 165                    | Alexandre Balmer (SUI) | DNF                    |
| 166                    | Luke Durbridge (AUS)   | 78è                    |
| 167                    | Dion Smith (NZL)       | DNF                    |

| Israel-Premier Tech IPT | Israel-Premier Tech IPT         | Israel-Premier Tech IPT |
| ----------------------- | ------------------------------- | ----------------------- |
| Núm                     | Ciclista                        | Pos                     |
| 171                     | Jakob Fuglsang (DEN)            | 16è                     |
| 173                     | Daryl Impey (RSA)               | 69è                     |
| 174                     | Krists Neilands (LAT)           | 68è                     |
| 175                     | Mads Würtz Schmidt (DEN) (ruta) | DNF                     |
| 176                     | Reto Hollenstein (SUI)          | DNF                     |

| Alpecin-Fenix AFC | Alpecin-Fenix AFC          | Alpecin-Fenix AFC |
| ----------------- | -------------------------- | ----------------- |
| Núm               | Ciclista                   | Pos               |
| 181               | Mathieu van der Poel (NED) | 4t                |
| 182               | Tobias Bayer (AUT)         | DNF               |
| 183               | Michael Gogl (AUT)         | DNF               |
| 184               | Stefano Oldani (ITA)       | 73è               |
| 185               | Gianni Vermeersch (BEL)    | 76è               |
| 186               | Kristian Sbaragli (ITA)    | 35è               |
| 187               | Dries De Bondt (BEL)       | DNF               |

| Arkéa-Samsic ARK | Arkéa-Samsic ARK           | Arkéa-Samsic ARK |
| ---------------- | -------------------------- | ---------------- |
| Núm              | Ciclista                   | Pos              |
| 191              | Warren Barguil (FRA)       | 21è              |
| 192              | Winner Anacona Gómez (COL) | 71è              |
| 193              | Amaury Capiot (BEL)        | 116è             |
| 194              | Simon Guglielmi (FRA)      | 89è              |
| 195              | Łukasz Owsian (POL)        | 75è              |
| 196              | Clément Russo (FRA)        | 102è             |
| 197              | Connor Swift (GBR)         | 84è              |

| TotalEnergies TEN | TotalEnergies TEN      | TotalEnergies TEN |
| ----------------- | ---------------------- | ----------------- |
| Núm               | Ciclista               | Pos               |
| 201               | Niki Terpstra (NED)    | 90è               |
| 202               | Dries Van Gestel (BEL) | 58è               |
| 204               | Julien Simon (FRA)     | 82è               |
| 205               | Geoffrey Soupe (FRA)   | 97è               |
| 206               | Sandy Dujardin (FRA)   | 51è               |
| 207               | Anthony Turgis (FRA)   | DNF               |

| Sport Vlaanderen-Baloise SVB | Sport Vlaanderen-Baloise SVB | Sport Vlaanderen-Baloise SVB |
| ---------------------------- | ---------------------------- | ---------------------------- |
| Núm                          | Ciclista                     | Pos                          |
| 211                          | Ruben Apers (BEL)            | 113è                         |
| 212                          | Jenno Berckmoes (BEL)        | 60è                          |
| 213                          | Vito Braet (BEL)             | 106è                         |
| 214                          | Julian Mertens (BEL)         | DNF                          |
| 215                          | Aaron Van Poucke (BEL)       | 37è                          |
| 216                          | Kenneth Van Rooy (BEL)       | 45è                          |
| 217                          | Jens Reynders (BEL)          | 109è                         |

| Bingoal Pauwels Sauces WB BWB | Bingoal Pauwels Sauces WB BWB | Bingoal Pauwels Sauces WB BWB |
| ----------------------------- | ----------------------------- | ----------------------------- |
| Núm                           | Ciclista                      | Pos                           |
| 221                           | Arjen Livyns (BEL)            | 77è                           |
| 222                           | Johan Meens (BEL)             | 99è                           |
| 223                           | Kenny Molly (BEL)             | 55è                           |
| 224                           | Mathijs Paasschens (NED)      | 96è                           |
| 225                           | Dimitri Peyskens (BEL)        | DNF                           |
| 226                           | Rémy Mertz (BEL)              | 64è                           |
| 227                           | Milan Menten (BEL)            | DNF                           |

| B&B Hotels-KTM BBK | B&B Hotels-KTM BBK     | B&B Hotels-KTM BBK |
| ------------------ | ---------------------- | ------------------ |
| Núm                | Ciclista               | Pos                |
| 231                | Franck Bonnamour (FRA) | 41è                |
| 232                | Victor Koretzky (FRA)  | DNF                |
| 233                | Alan Boileau (FRA)     | DNF                |
| 234                | Thibault Ferasse (FRA) | 65è                |
| 235                | Quentin Jauregui (FRA) | 104è               |
| 236                | Cyril Gautier (FRA)    | DNF                |
| 237                | Jonathan Hivert (FRA)  | DNF                |

| Bardiani CSF Faizanè BCF | Bardiani CSF Faizanè BCF | Bardiani CSF Faizanè BCF |
| ------------------------ | ------------------------ | ------------------------ |
| Núm                      | Ciclista                 | Pos                      |
| 241                      | Enrico Battaglin (ITA)   | DNF                      |
| 242                      | Jonathan Cañaveral (COL) | DNF                      |
| 243                      | Filippo Fiorelli (ITA)   | 93è                      |
| 244                      | Davide Gabburo (ITA)     | DNF                      |
| 245                      | Luca Rastelli (ITA)      | DNF                      |
| 246                      | Alessandro Tonelli (ITA) | DNF                      |
| 247                      | Filippo Zana (ITA)       | DNF                      |

| Jumbo-Visma TJV | Jumbo-Visma TJV            | Jumbo-Visma TJV |
| --------------- | -------------------------- | --------------- |
| Núm             | Ciclista                   | Pos             |
| 1               | Tom Dumoulin (NED)         | 30è             |
| 2               | Jos van Emden (NED)        | DNF             |
| 3               | Tiesj Benoot (BEL)         | 3r              |
| 4               | Christophe Laporte (FRA)   | 101è            |
| 5               | Mike Teunissen (NED)       | 44è             |
| 6               | Timo Roosen (NED)          | 63è             |
| 7               | Nathan Van Hooydonck (BEL) | 38è             |

| Quick-Step Alpha Vinyl QST | Quick-Step Alpha Vinyl QST | Quick-Step Alpha Vinyl QST |
| -------------------------- | -------------------------- | -------------------------- |
| Núm                        | Ciclista                   | Pos                        |
| 11                         | Kasper Asgreen (DEN)       | 6è                         |
| 12                         | Andrea Bagioli (ITA)       | DNF                        |
| 13                         | Davide Ballerini (ITA)     | 94è                        |
| 14                         | Stan Van Tricht (BEL)      | 53è                        |
| 15                         | Florian Sénéchal (FRA)     | 32è                        |
| 16                         | Zdeněk Štybar (CZE)        | 25è                        |
| 17                         | Jannik Steimle (GER)       | 43è                        |

| Ineos Grenadiers IGD | Ineos Grenadiers IGD     | Ineos Grenadiers IGD |
| -------------------- | ------------------------ | -------------------- |
| Núm                  | Ciclista                 | Pos                  |
| 21                   | Thomas Pidcock (GBR)     | 11è                  |
| 22                   | Michał Kwiatkowski (POL) | 1r                   |
| 23                   | Laurens De Plus (BEL)    | DNF                  |
| 24                   | Luke Rowe (GBR)          | 115è                 |
| 25                   | Magnus Sheffield (USA)   | DNF                  |
| 26                   | Ben Turner (GBR)         | 83è                  |
| 27                   | Dylan van Baarle (NED)   | 22è                  |

| Bora-Hansgrohe BOH | Bora-Hansgrohe BOH      | Bora-Hansgrohe BOH |
| ------------------ | ----------------------- | ------------------ |
| Núm                | Ciclista                | Pos                |
| 31                 | Ide Schelling (NED)     | DNF                |
| 32                 | Cesare Benedetti (POL)  | 98è                |
| 33                 | Jonas Koch (GER)        | 48è                |
| 34                 | Patrick Gamper (AUT)    | DNF                |
| 35                 | Martin Laas (EST)       | DNF                |
| 36                 | Giovanni Aleotti (ITA)  | 86è                |
| 37                 | Cian Uijtdebroeks (BEL) | 74è                |

| Lotto-Soudal LTS | Lotto-Soudal LTS         | Lotto-Soudal LTS |
| ---------------- | ------------------------ | ---------------- |
| Núm              | Ciclista                 | Pos              |
| 41               | Philippe Gilbert (BEL)   | 56è              |
| 42               | Victor Campenaerts (BEL) | DNF              |
| 43               | Matthew Holmes (GBR)     | DNF              |
| 44               | Sébastien Grignard (BEL) | DNF              |
| 45               | Andreas Kron (DEN)       | 79è              |
| 46               | Maxim Van Gils (BEL)     | 23è              |
| 47               | Tim Wellens (BEL)        | 20è              |

| Trek-Segafredo TFS | Trek-Segafredo TFS        | Trek-Segafredo TFS |
| ------------------ | ------------------------- | ------------------ |
| Núm                | Ciclista                  | Pos                |
| 51                 | Filippo Baroncini (ITA)   | 91è                |
| 52                 | Daan Hoole (NED)          | DNF                |
| 53                 | Alexander Kamp (DEN)      | 5è                 |
| 54                 | Emīls Liepiņš (LAT)       | 92è                |
| 55                 | Edward Theuns (BEL)       | 47è                |
| 56                 | Toms Skujiņš (LAT) (ruta) | 28è                |
| 57                 | Otto Vergaerde (BEL)      | 85è                |

| EF Education-EasyPost EFE | EF Education-EasyPost EFE      | EF Education-EasyPost EFE |
| ------------------------- | ------------------------------ | ------------------------- |
| Núm                       | Ciclista                       | Pos                       |
| 61                        | Alberto Bettiol (ITA)          | DNF                       |
| 62                        | Michael Valgren Andersen (DEN) | 15è                       |
| 63                        | Julius van den Berg (NED)      | DNF                       |
| 64                        | Owain Doull (GBR)              | 87è                       |
| 65                        | Jens Keukeleire (BEL)          | DNF                       |
| 66                        | Sebastian Langeveld (NED)      | 88è                       |
| 67                        | Marijn van den Berg (NED)      | DNF                       |

| Bahrain Victorious TBV | Bahrain Victorious TBV | Bahrain Victorious TBV |
| ---------------------- | ---------------------- | ---------------------- |
| Núm                    | Ciclista               | Pos                    |
| 71                     | Jack Haig (AUS)        | 31è                    |
| 72                     | Filip Maciejuk (POL)   | DNF                    |
| 73                     | Matej Mohorič (SLO)    | 13è                    |
| 74                     | Jasha Sütterlin (GER)  | DNF                    |
| 75                     | Dylan Teuns (BEL)      | 10è                    |
| 76                     | Jan Tratnik (SLO)      | 12è                    |
| 77                     | Fred Wright (GBR)      | DNF                    |

| Cofidis COF | Cofidis COF              | Cofidis COF |
| ----------- | ------------------------ | ----------- |
| Núm         | Ciclista                 | Pos         |
| 81          | Piet Allegaert (BEL)     | 114è        |
| 82          | Sander Armée (BEL)       | 81è         |
| 83          | Bryan Coquard (FRA)      | 108è        |
| 84          | Alexandre Delettre (FRA) | 80è         |
| 85          | Benjamin Thomas (FRA)    | 49è         |
| 86          | Kenneth Vanbilsen (BEL)  | DNF         |
| 87          | Szymon Sajnok (POL)      | DNF         |

| Team DSM DSM | Team DSM DSM               | Team DSM DSM |
| ------------ | -------------------------- | ------------ |
| Núm          | Ciclista                   | Pos          |
| 91           | John Degenkolb (GER)       | DNF          |
| 92           | Nico Denz (GER)            | 111è         |
| 93           | Mark Donovan (GBR)         | DNF          |
| 94           | Søren Kragh Andersen (DEN) | 29è          |
| 95           | Marco Brenner (GER)        | 112è         |
| 96           | Casper Pedersen (DEN)      | DNF          |
| 97           | Joris Nieuwenhuis (NED)    | 50è          |

| Movistar Team MOV | Movistar Team MOV             | Movistar Team MOV |
| ----------------- | ----------------------------- | ----------------- |
| Núm               | Ciclista                      | Pos               |
| 101               | Vinicius Rangel Costa (BRA)   | 117è              |
| 102               | Johan Jacobs (SUI)            | 40è               |
| 103               | Max Kanter (GER)              | 46è               |
| 104               | Iñigo Elosegui (ESP)          | 61è               |
| 105               | Iván García Cortina (ESP)     | 57è               |
| 106               | Alexander Aranburu Deba (ESP) | 19è               |
| 107               | Abner González (PUR)          | 66è               |

| Astana Qazaqstan Team AST | Astana Qazaqstan Team AST   | Astana Qazaqstan Team AST |
| ------------------------- | --------------------------- | ------------------------- |
| Núm                       | Ciclista                    | Pos                       |
| 111                       | Leonardo Basso (ITA)        | DNF                       |
| 112                       | Samuele Battistella (ITA)   | DNF                       |
| 113                       | Manuele Boaro (ITA)         | 100è                      |
| 115                       | Dmitri Grúzdev (KAZ)        | DNF                       |
| 116                       | Aliaksandr Rabuixenka (BLR) | 54è                       |
| 117                       | Valerio Conti (ITA)         | DNF                       |

| Groupama-FDJ GFC | Groupama-FDJ GFC        | Groupama-FDJ GFC |
| ---------------- | ----------------------- | ---------------- |
| Núm              | Ciclista                | Pos              |
| 121              | Stefan Küng (SUI)       | 8è               |
| 122              | Kevin Geniets (LUX)     | 42è              |
| 123              | Olivier Le Gac (FRA)    | 33è              |
| 124              | Fabian Lienhard (SUI)   | 72è              |
| 125              | Valentin Madouas (FRA)  | 14è              |
| 126              | Quentin Pacher (FRA)    | 18è              |
| 127              | Tobias Ludvigsson (SWE) | 103è             |

| Intermarché-Wanty-Gobert Matériaux IWG | Intermarché-Wanty-Gobert Matériaux IWG | Intermarché-Wanty-Gobert Matériaux IWG |
| -------------------------------------- | -------------------------------------- | -------------------------------------- |
| Núm                                    | Ciclista                               | Pos                                    |
| 131                                    | Jan Bakelants (BEL)                    | 36è                                    |
| 132                                    | Aimé De Gendt (BEL)                    | 70è                                    |
| 133                                    | Tom Devriendt (BEL)                    | 52è                                    |
| 134                                    | Andrea Pasqualon (ITA)                 | 27è                                    |
| 135                                    | Baptiste Planckaert (BEL)              | 105è                                   |
| 136                                    | Taco van der Hoorn (NED)               | 107è                                   |
| 137                                    | Kévin Van Melsen (BEL)                 | 95è                                    |

| AG2R Citroën Team ACT | AG2R Citroën Team ACT   | AG2R Citroën Team ACT |
| --------------------- | ----------------------- | --------------------- |
| Núm                   | Ciclista                | Pos                   |
| 141                   | Lilian Calmejane (FRA)  | 26è                   |
| 142                   | Mikaël Cherel (FRA)     | 67è                   |
| 143                   | Benoît Cosnefroy (FRA)  | 2n                    |
| 144                   | Stan Dewulf (BEL)       | 59è                   |
| 145                   | Dorian Godon (FRA)      | 34è                   |
| 146                   | Greg Van Avermaet (BEL) | 24è                   |
| 147                   | Lawrence Warbasse (USA) | 62è                   |

| UAE Team Emirates UAD | UAE Team Emirates UAD            | UAE Team Emirates UAD |
| --------------------- | -------------------------------- | --------------------- |
| Núm                   | Ciclista                         | Pos                   |
| 151                   | Matteo Trentin (ITA)             | 17è                   |
| 152                   | Marc Hirschi (SUI)               | 9è                    |
| 153                   | Finn Fisher-Black (NZL)          | DNF                   |
| 154                   | Alexys Brunel (FRA)              | DNF                   |
| 155                   | Ivo Oliveira (POR)               | DNF                   |
| 156                   | Juan Ayuso Pesquera (ESP)        | DNF                   |
| 157                   | Sebastián Molano Benavides (COL) | DNF                   |

| BikeExchange-Jayco BEX | BikeExchange-Jayco BEX | BikeExchange-Jayco BEX |
| ---------------------- | ---------------------- | ---------------------- |
| Núm                    | Ciclista               | Pos                    |
| 161                    | Michael Matthews (AUS) | 7è                     |
| 162                    | Luka Mezgec (SLO)      | DNF                    |
| 164                    | Jan Maas (NED)         | 39è                    |
| 165                    | Alexandre Balmer (SUI) | DNF                    |
| 166                    | Luke Durbridge (AUS)   | 78è                    |
| 167                    | Dion Smith (NZL)       | DNF                    |

| Israel-Premier Tech IPT | Israel-Premier Tech IPT         | Israel-Premier Tech IPT |
| ----------------------- | ------------------------------- | ----------------------- |
| Núm                     | Ciclista                        | Pos                     |
| 171                     | Jakob Fuglsang (DEN)            | 16è                     |
| 173                     | Daryl Impey (RSA)               | 69è                     |
| 174                     | Krists Neilands (LAT)           | 68è                     |
| 175                     | Mads Würtz Schmidt (DEN) (ruta) | DNF                     |
| 176                     | Reto Hollenstein (SUI)          | DNF                     |

| Alpecin-Fenix AFC | Alpecin-Fenix AFC          | Alpecin-Fenix AFC |
| ----------------- | -------------------------- | ----------------- |
| Núm               | Ciclista                   | Pos               |
| 181               | Mathieu van der Poel (NED) | 4t                |
| 182               | Tobias Bayer (AUT)         | DNF               |
| 183               | Michael Gogl (AUT)         | DNF               |
| 184               | Stefano Oldani (ITA)       | 73è               |
| 185               | Gianni Vermeersch (BEL)    | 76è               |
| 186               | Kristian Sbaragli (ITA)    | 35è               |
| 187               | Dries De Bondt (BEL)       | DNF               |

| Arkéa-Samsic ARK | Arkéa-Samsic ARK           | Arkéa-Samsic ARK |
| ---------------- | -------------------------- | ---------------- |
| Núm              | Ciclista                   | Pos              |
| 191              | Warren Barguil (FRA)       | 21è              |
| 192              | Winner Anacona Gómez (COL) | 71è              |
| 193              | Amaury Capiot (BEL)        | 116è             |
| 194              | Simon Guglielmi (FRA)      | 89è              |
| 195              | Łukasz Owsian (POL)        | 75è              |
| 196              | Clément Russo (FRA)        | 102è             |
| 197              | Connor Swift (GBR)         | 84è              |

| TotalEnergies TEN | TotalEnergies TEN      | TotalEnergies TEN |
| ----------------- | ---------------------- | ----------------- |
| Núm               | Ciclista               | Pos               |
| 201               | Niki Terpstra (NED)    | 90è               |
| 202               | Dries Van Gestel (BEL) | 58è               |
| 204               | Julien Simon (FRA)     | 82è               |
| 205               | Geoffrey Soupe (FRA)   | 97è               |
| 206               | Sandy Dujardin (FRA)   | 51è               |
| 207               | Anthony Turgis (FRA)   | DNF               |

| Sport Vlaanderen-Baloise SVB | Sport Vlaanderen-Baloise SVB | Sport Vlaanderen-Baloise SVB |
| ---------------------------- | ---------------------------- | ---------------------------- |
| Núm                          | Ciclista                     | Pos                          |
| 211                          | Ruben Apers (BEL)            | 113è                         |
| 212                          | Jenno Berckmoes (BEL)        | 60è                          |
| 213                          | Vito Braet (BEL)             | 106è                         |
| 214                          | Julian Mertens (BEL)         | DNF                          |
| 215                          | Aaron Van Poucke (BEL)       | 37è                          |
| 216                          | Kenneth Van Rooy (BEL)       | 45è                          |
| 217                          | Jens Reynders (BEL)          | 109è                         |

| Bingoal Pauwels Sauces WB BWB | Bingoal Pauwels Sauces WB BWB | Bingoal Pauwels Sauces WB BWB |
| ----------------------------- | ----------------------------- | ----------------------------- |
| Núm                           | Ciclista                      | Pos                           |
| 221                           | Arjen Livyns (BEL)            | 77è                           |
| 222                           | Johan Meens (BEL)             | 99è                           |
| 223                           | Kenny Molly (BEL)             | 55è                           |
| 224                           | Mathijs Paasschens (NED)      | 96è                           |
| 225                           | Dimitri Peyskens (BEL)        | DNF                           |
| 226                           | Rémy Mertz (BEL)              | 64è                           |
| 227                           | Milan Menten (BEL)            | DNF                           |

| B&B Hotels-KTM BBK | B&B Hotels-KTM BBK     | B&B Hotels-KTM BBK |
| ------------------ | ---------------------- | ------------------ |
| Núm                | Ciclista               | Pos                |
| 231                | Franck Bonnamour (FRA) | 41è                |
| 232                | Victor Koretzky (FRA)  | DNF                |
| 233                | Alan Boileau (FRA)     | DNF                |
| 234                | Thibault Ferasse (FRA) | 65è                |
| 235                | Quentin Jauregui (FRA) | 104è               |
| 236                | Cyril Gautier (FRA)    | DNF                |
| 237                | Jonathan Hivert (FRA)  | DNF                |

| Bardiani CSF Faizanè BCF | Bardiani CSF Faizanè BCF | Bardiani CSF Faizanè BCF |
| ------------------------ | ------------------------ | ------------------------ |
| Núm                      | Ciclista                 | Pos                      |
| 241                      | Enrico Battaglin (ITA)   | DNF                      |
| 242                      | Jonathan Cañaveral (COL) | DNF                      |
| 243                      | Filippo Fiorelli (ITA)   | 93è                      |
| 244                      | Davide Gabburo (ITA)     | DNF                      |
| 245                      | Luca Rastelli (ITA)      | DNF                      |
| 246                      | Alessandro Tonelli (ITA) | DNF                      |
| 247                      | Filippo Zana (ITA)       | DNF                      |